# Prakuščarji
Prakuščarji (znanstveno ime Sphenodontia ali Rhynchocephalia) so zelo majhna skupina plazilcev. Njihova zgradba je podobna zgradbi dinozavrov. Edini živeči pripadnik je tuatara, ki se je ohranil na Novi Zelandiji.

### Klasifikacija
Klasifikacija glede na Wu (1994), Evans et al. (2001), and Apesteguia & Novas (2003).
- Red RHYNCHOCEPHALIA / SPHENODONTIA
  - Družina Gephyrosauridae
    - Gephyrosaurus
    - Diphydontosaurus

  - Družina Pleurosauridae
    - Palaeopleurosaurus
    - Pleurosaurus

  - Družina Sphenodontidae
    - Colognathus
    - Godavarisaurus
    - Kawasphenodon
    - Lamarquesaurus
    - Leptosaurus
    - Pelecymela
    - Piocormus
    - Sigmala
    - Theretairus
    - Tingitana
    - Rebbanasaurus
    - Planocephalosaurus
    - Polysphenodon
    - Brachyrhinodon
    - Clevosaurus
    - Poddružina Sphenodontinae
      - Homoeosaurus
      - Kallimodon
      - Sapheosaurus
      - Ankylosphenodon
      - Pamizinsaurus
      - Zapatadon
      - Tribus Sphenodontini
        - Cynosphenodon
        - Sphenodon (tuatara)

      - (nerangirano) Opisthodontia
        - Opisthias
        - Tribus Eilenodontini
          - Toxolophosaurus
          - Priosphenodon
          - Eilenodon